# Linístaina
Linístaina (Linistaina) är en ort i Grekland.   Den ligger i prefekturen Nomós Ileías och regionen Västra Grekland, i den södra delen av landet, 170 km väster om huvudstaden Aten. Linístaina ligger 737 meter över havet och antalet invånare är 110.
Terrängen runt Linístaina är kuperad. Runt Linístaina är det glesbefolkat, med 19 invånare per kvadratkilometer. Närmaste större samhälle är Zacháro, 18,7 km väster om Linístaina. 